# Великий Двор (Бабушкинский район)
Вели́кий Двор — деревня в Бабушкинском районе Вологодской области.
Входит в состав Миньковского сельского поселения, с точки зрения административно-территориального деления — центр Великодворского сельсовета.
Расстояние до районного центра села имени Бабушкина по автодороге — 46 км, до центра муниципального образования Миньково по прямой — 20 км. Ближайшие населённые пункты — Талица, Шилово, Заломье.
Население по данным переписи 2002 года — 235 человек (107 мужчин, 128 женщин). Всё население — русские.
В деревне Великий Двор расположена церковь Архангела Михаила — памятник архитектуры.